# Чернышёва, Анна Родионовна
Графиня Анна Родио́новна Чернышёва, урождённая Ведель (1744 — 9 июля 1830, Смоленск) — статс-дама, племянница П. Б. Пассека, старшая сестра Марии Паниной, жена графа Захара Чернышёва, наследница имения Вейделевка.

## Биография
Родилась в 1744 году в семье генерал-майора Иродиона Кондратьевича Веделя (нем. Rüdiger von Wedel; в ряде источников назван бароном) из древнего дворянского рода Ведель и его жены Анастасии Богдановны, урождённой Пассек. После смерти жены Иродион Кондратьевич, приехав в Петербург, представил своих дочерей императрице Елизавете Петровне, которая приняла их очень благосклонно и милостиво, а когда генерал-майор Ведель вскоре после того умер, сироты остались во дворце, где и получили воспитание. В 1762 году Пётр III произвёл их во фрейлины, и они продолжали оставаться при дворе Екатерины II до своего замужества.
Характером сёстры Ведель не походили друг на друга: Марья Родионовна, вышедшая замуж за П. И. Панина, напоминала свою мать, которая была «добра как ангел», а Анна Родионовна, обладавшая от природы тоже весьма добрым сердцем и бывшая искренно религиозной, является вместе с тем типической представительницей своенравной и властной великосветской барышни второй половины XVIII века, у которой гнев и милость шли рука об руку. Несмотря на то что она «жаловала» свою камеристку, Марью Фоминишну, которая находилась при ней с самого детства и была, как говорят, не из дворовых, а из шляхты, она сильно разгневалась, когда та осмелилась признаться, что желает выйти замуж за человека, который ей понравился:
Ты с чего это вздумала, с чего взяла свою волю иметь? Надоела я тебе? Отделаться от меня захотелось? За все, за великие мои милости? Ах ты неблагодарная! Вишь, замуж собралась! Когда так, выдам тебя, но только за кого мне угодно. Эй! позвать сюда капельмейстера Переборенко.
Явился Переборенко, и его немедленно обвенчали с Фоминишной, которая по-прежнему осталась камеристкой графини.
Вельможа настоящая, гордая, пышная и ох какая крутая да капризная. Все у ней выходило невзначай и временем: когда милость, а когда и гроза. Часом, бывало, станет вдруг богомольна, милостива, обходительна, и тогда уж добрым делам конца и меры нет. По целым неделям Богу молится и постится, словно схимница какая, бедных людей и нищую братию щедро награждает, допускает к себе всякого, кто имеет просьбу к ней, и всем-то помочь старается; благодетельствует, по церквам и монастырям деньги без счету сыплет; а в иное время, что чаще бывало, просто и приступу к ней нет, такова делалась грозна и капризна; всех-то она тиранит и в страхе держит; всякого, кто бы ни был, норовит обидеть. Не токмо что наша братья, рабы её, а и сильные люди по струнке перед ней ходили; а уж эти разные судейские чиновники, исправники там, да заседатели, те просто тряслись перед нею и не смели являться без зова.
— Воспоминания Марьи Фоминишны о графине Чернышевой, Сообщ. Д. Д. Рябинин // «Русская старина», 1874. – Т. 11. - № 11.
Одно происшествие, случившееся вследствие вспыльчивости Анны Родионовны, произвело на неё очень сильное впечатление. Она прогневалась на двух своих дворовых девочек, велела запереть их на чердаке и держать там, пока не прикажет выпустить. Дело было зимой. Уже на вторые сутки, увидев во сне, что ей кто-то сказал, будто бы девочки замёрзли, графиня в испуге послала за ними на чердак. Когда оказалось, что девочки действительно замёрзли, графиня упала в обморок и долго не приходила в сознание. После этого случая, по словам Переборенко:
Она и волосы на себе рвала, и руки ломала, рыдала, вопила… С тех пор, по самую смерть свою, графиня каялась в грехе этом и мучилась совестью. Иногда целые ночи напролет молилась Богу земными поклонами, со слезами и рыданиями, накладывала на себя эпитимии, морила себя голодом и холодом.
О доброте графини упоминает между прочим де Санглен в своих «Записках», говоря, что множество благодеяний её осталось в неизвестности, потому что она тщательно старалась скрывать их.

## Замужество
Анна в юности была красива. Воспитатель царевича С. Порошин писал, что в середине 1760-х годов юный Павел был очарован ею. 16 августа 1766 года Екатерина II устроила её свадьбу с З. Г. Чернышёвым, который был старше невесты на 22 года. Именем жены он назвал сельцо Аннино (ныне один из микрорайонов Красногорска). Брак был счастливым, но бездетным.
После выхода замуж Анна Родионовна сохранила близость ко двору, 15 августа 1773 года, в день присоединения к православию великой княжны Натальи Алексеевны, первой жены Павла Петровича, Анна Родионовна была пожалована в действительные статс-дамы, а в коронацию императора Павла, 5 апреля 1797 года, получила орден Святой Екатерины 1-й степени. Анне Родионовне несколько раз приходилось принимать у себя царственных гостей: императрица Екатерина II, Павел Петрович с великой княгиней Марией Фёдоровной, император Александр I — все посещали её, проезжая через те города, где она в то время проживала. В 1780 году, когда граф Захар Григорьевич Чернышёв был белорусским генерал-губернатором, императрица Екатерина II провела в Могилёве шесть дней, с 24 по 30 мая, и остановилась в помещении, приготовленном ей в доме графа Чернышёва. Ожидались щедрые награждения чиновников, но Екатерина II разгневалась на графа за то, что он повздорил с её фаворитом князем Потёмкиным, и никого не наградила, только лишь графиня Анна Родионовна получила от неё жемчужное ожерелье.
Осенью 1781 года по дороге за границу Павел I и великая княгиня Мария Фёдоровна заехали в принадлежавшее графу Захару Григорьевичу Чернышёву местечко Чечерск, в Могилёвском наместничестве, и провели там несколько дней. Чернышёвы устраивали для своих высоких гостей разные празднества, был дан спектакль, шла опера «Новое семейство», сочинённая для этого случая полковником Вязмитиновым, и французская комедия «Anglomanie». Спектакль кончился прологом, игранным детьми и сочинённым секретарём графа, Ф. П. Ключарёвым.
Весной следующего 1782 года фельдмаршал Чернышёв был назначен генерал-губернатором в Москву, причём ему первому был дан титул Московского главнокомандующего.
Анне Родионовне случилось как-то увидать в одной из московских церквей горько плакавшую женщину, бедную дворянку. Расспросив её о причине слез, Анна Родионовна узнала, что у неё есть тяжебное дело, что её обвиняют и она должна всего лишиться. На совет Анны Родионовны обратиться к главнокомандующему или к жене его, женщина ответила, что к графу не пустят, а к жене его и идти нечего: «Говорят, что пренравная, вместо милости прогонит с толчками». Графиня уговорила её прийти на другое утро — и когда она пришла и смутилась при виде графини, графиня ободрила её, отвела к своему мужу и сказала: «Вот барышня, которая меня разбранила, если она невинна, будь её защитником». Вскоре дело было рассмотрено, найдено справедливым и решено в пользу дворянки, когда она явилась благодарить графа, он сказал: «Я исполняю долг обязанности, а тебя благодарю, что жену проучила»
— Рассказ Павла Карабанова
Зимой 1787 года, присутствуя в Могилёвской губернии, императрица Екатерина II посетила графиню Анну Родионовну в Чечерске и провела у неё целые сутки. Проводив императрицу, графиня поехала к своей соседке, вдове генерала Фабрициана Фёдора Ивановича, чтобы поделиться с нею впечатлениями по поводу посещения императрицы, и осталась у неё ночевать. Ночью загорелся дом, страшный треск услышали только тогда, когда большая часть дома уже была охвачена пламенем, поэтому хозяйку и гостью вытащили через окна, практически в одном белье, когда они уже задыхались от дыма и стали терять силы и сознание. Графиня очнулась лишь к полудню и потребовала к себе всех приехавших с ней служащих. Ей сказали, что управляющий её имениями майор Лукс и землемер Дольнер погибли во время пожара: это известие сильно потрясло её, и она упала в обморок. После того графиня долгое время отвечала всем тем, кто приглашал её к себе в гости: «Не желайте вы видеть в своем доме несчастную. Я, куда ни приеду — всюду бедствие и смерть с собою привезу». Бездетную вдову майора Лукса графиня обеспечила, подарив ей деревню и назначив пожизненную пенсию.
После смерти своего мужа графиня Анна Родионовна совсем оставила двор и большой свет, ездила по церквям и жила очень уединённо, по большей части в Чечерске, где у неё были заведены свои порядки и даже была своя полиция. Вот как рассказывает об этом времени Елена Павловна Фадеева, урождённая княжна Долгорукая:
В последний мой приезд в Чечерск она не принимала никого; в это время у неё гостила только генеральша Ледуховская, большая богомолка. Я приехала с мужем, бабушкой и полугодовой дочерью. Бабушка велела доложить через полицеймейстера о своем приезде, и графиня сейчас же прислала просить бабушку и меня с дочерью к себе, исключив моего мужа, которому вход был закрыт, как мужчине. Графиня обедала обыкновенно в 12 часов ночи. Мы пошли к ней в шесть часов пополудни. Чтобы достигнуть до дома, в котором она жила, надобно было пройти через три двора, в первом находился караул из мужчин, а в остальных двух — из женщин, и мужчины не смели туда показываться. Этот устав соблюдался тогда с большою строгостью, и ни для кого не делалось исключений. Графиня приняла нас очень приветливо, радушно, как и всегда, и, по-видимому, была очень довольна нашим посещением. Она лежала на софе, спинка софы была устроена так, что сверху, во всю длину софы, была сделана деревянная полоса, вроде полки, которая была вся уставлена в ряд маленькими образами одинаковой величины. Когда в комнату внесли мою маленькую дочь, графиня взяла её на руки, сняла с полки один образок и благословила её им. Обедали мы ровно в полночь, а беседа и разговоры наши продолжались почти до утра.

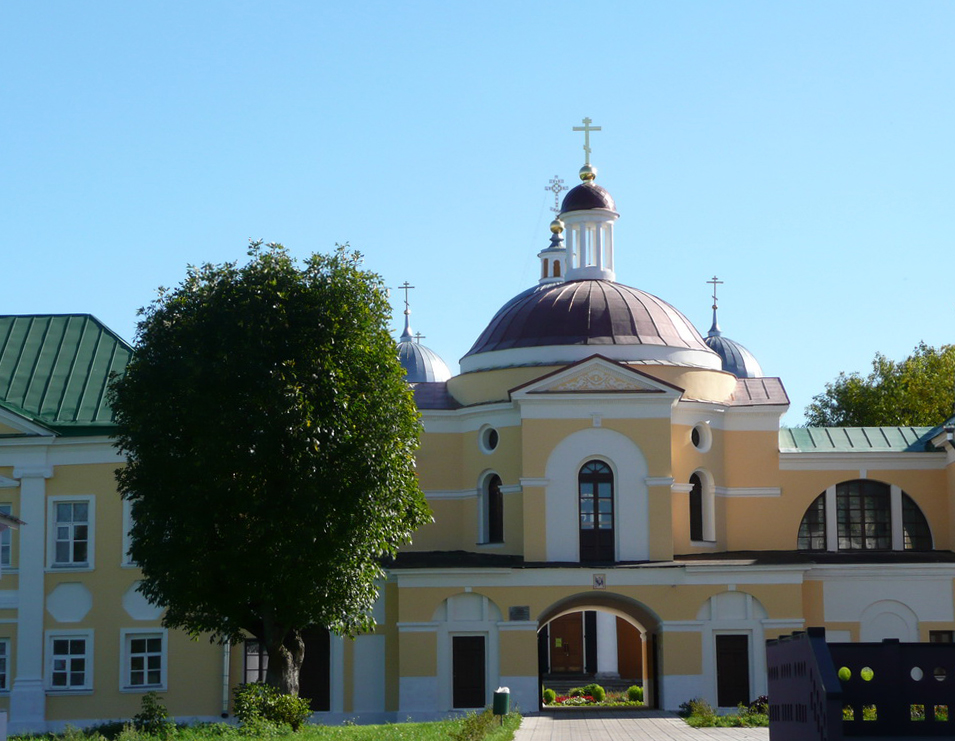
Надвратная церковь
Тверского Рождественского монастыря, построенная в 1801-05 гг. на средства графини Чернышёвой

Графиня Анна Родионовна была истинной патриоткой, любила Россию, любила Москву, с благоговением относилась к памяти Екатерины II, помня её «к себе щедроты», восторженно отзывалась о пребывании в Москве Императора Александра І. Всё это видно из письма графини к старшинам Московского Благородного собрания, когда они предложили поставить бронзовую статую Екатерине II и получили на то дозволение Императора Александра І.
Графиня Анна Родионовна была настолько богата, что для неё не составляло никакого лишения учреждение графом Захаром Григорьевичем так называемого «чернышёвского майората» в пользу младшего брата, графа Ивана Григорьевича. В Воронежской губернии, в Валуйском уезде, ей принадлежала слобода Вейделевка с хуторами, состоявшая из 40 тысяч десятин земли, с населением в 3 тысячи ревизских душ. В 1792 году графиня предложила своему двоюродному брату Василию Васильевичу Пассеку, бывшему в то время в весьма стеснённых обстоятельствах, управление Вейделевкой, с тем чтобы он пользовался половиной дохода с этого имения.
Все, что я ни буду для тебя делать, не будет в сравнении с тем, что отец твой для меня делал. Он был мой опекун и второй отец!
Было у графини ещё имение в Смоленской губернии, где она находилась как раз во время нашествия Наполеона І на Россию. По рассказам Марьи Фоминичны Переборенко, в усадьбу графини забрались два французских солдата и принялись хозяйничать — подавай им то одно, то другое. Услышав об этом, Анна Родионовна вышла к ним в ленте со звездой и грозно прикрикнула на них по-французски:
Разве не знаете, кто я такова? Да со мною сам Наполеон ваш знаком, и я сейчас письмо к нему пошлю; вот тогда узнаете, кого осмелились беспокоить!
Солдаты, конечно, испугались, стали извиняться и поспешили уйти, ничего не тронув.
В 1825 году графиня жила в Белгороде, в женском монастыре. Когда император Александр I приехал в Белгород, он, прежде всего, посетил престарелую графиню.
Графиня Анна Родионовна скончалась 9 июля 1830 года, в возрасте 86 лет и была погребена в Смоленске, в женском монастыре.